# シドニー・ライリー

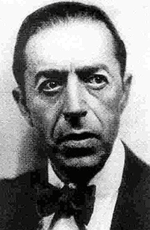
1924年のシドニー・ライリー

シドニー・ジョージ・ライリー（Sidney George Reilly、1874年3月24日 - 1925年11月5日）は、20世紀初頭に活動したイギリスのスパイ、情報機関員。その大胆不敵な行動と、波乱万丈な生涯からジェームス・ボンドのモデルの1人ともされる。階級は中尉。

## 経歴

### 出自
一般に認められている説によれば、1874年3月24日、ゲオルギー・ローゼンブリュム（ロシア語: Георгий Розенблюм）の名でオデッサに生まれたとされる。別説によれば、1873年3月24日、シュロモ（ソロモン）・ローゼンブリュム（ロシア語: Шломо (Соломон) Розенблюм）の名でヘルソン県に生まれたとされる。彼はポーリナ（ペリョーラ）（ロシア語: Полина (Перела)）とミハイル・ローゼンブリュム（ロシア語: Михаила Абрамовича Розенблюм）博士の私生児だった。養父である実父の従兄弟、グリゴーリー（ゲルシュ）・ローゼンブリュム（ロシア語: Григорий (Герш) Розенблюм）とソフィヤ・ローゼンブリュムの家で養育された。
ライリー自身によれば、1892年、革命学生グループ「啓蒙同胞」（ロシア語: Друзья просвещения）に参加し、オフラーナに逮捕された。

### ブラジル移住
釈放後、養父に別れを告げ、ジグムンド名義で南米に渡った。ブラジルではペドロと名乗り、ドック、道路建設、プランテーションで働いた。1895年、イギリス諜報部の遠征隊のコックとなった。この時、エージェントのチャールズ・フォーターギルを助けたことで、英国パスポートを入手。

### イギリス移住
1895年12月、イギリスに移住し、シドニーと名乗った。1896年始めには、ロンドンのWaterloo(Lambeth)のRosetta Streetに居を構えた。
ローゼンブリュムはオーストリアで化学と医学を学んだ。

### 諜報員
1897年、イギリスにおいてイギリス諜報部にスカウトされた。この時、アイルランド人の妻、マーガレット・ライリー＝ケレゲンの姓から、ライリーを自分の姓とした。
1897年～1898年、駐サンクトペテルブルク英大使館で働いた。1898年、ライリー中尉は、ロシア革命派の国外組織「自由ロシア同胞団」（ロシア語: Общество друзей свободной России）で活動した。

### 日露戦争
1903年からは、当時ロシア公使館付陸軍武官であった明石元二郎の日英同盟に基づく依頼により、建築用木材の貿易商に偽装して旅順港に侵入し、ロシア軍司令部の信頼を得て要塞の図面を入手し、これを日本に売り払った。

### ダースィー利権
1904年〜1905年、イギリス海軍に必要な石油の利権獲得を目的としてガージャール朝へ入国し、ライリーの調査によってウィリアム・ノックス・ダースィーはいわゆるダースィー利権を獲得した。後の1909年にアングロ・ペルシャン石油会社が設立される。

### ロシア
1905年9月～1914年4月、イギリス海軍武官補としてロシアで活動した。ライリーについて、当時の名士録「全ペテルブルク」（ロシア語: Весь Петербург）では、「古物愛好家、蒐集家」と記されていた。ロシア滞在時、飛行機に興味を持ち、サンクトペテルブルク飛行クラブの会員となった。

### ロシア革命
1918年初め、連合国の使節団に同行し、ムルマンスクとアルハンゲリスクを訪問。2月には、ボイル大佐の連合国使節団に同行してオデッサを訪れ、エージェント網の赤軍コミッサールへの浸透の組織に従事した（この時、ヤーコフ・ブリュムキン（Yakov Blumkin）と接触した徴候が存在する）。
3月初め、ペトログラードの海軍武官クロミ大尉の元に派遣され、後に大使ブルース・ロックハート（R. H. Bruce Lockhart）に従った。この時、最高軍事会議の長であるミハイル・ボンチ＝ブルエヴィッチの徴募に失敗した。その後、ソビエト政府に従いモスクワに移り、引き続き諜報業務を行った。
突然クレムリンに押しかけロイド・ジョージの特使だと名乗り、レーニンとの面会を要求したため、レフ・カラハンから抗議されるという騒動を起こした。
この際はロックハートの機転により、事なきを得たが14歳も年下のロックハートから叱責された。
5月、白軍支配下のドン、カレジナを旅行した。セルビア人将校に偽装して、赤軍支配下のロシアを縦断してムルマンスクに至り、アレクサンドル・ケレンスキーをイギリス海軍の駆逐艦に乗船させた。
その後、モスクワとペトログラードで、ボリシェヴィキに対する作戦を組織した。モスクワではミスター・コンスタンチンというギリシャ人実業家に成りすまし、ペトログラードではコンスタンチン・マルコビッチ・マシーノというレヴァント商人になりすました。
6月、反革命組織の民族センターと戦術センターに活動資金500万ルーブルを手渡し、7月6日の左派エスエルのモスクワでの反乱を調整した。また、クレムリンの警備に就くラトゥイシュ（ラトビア人）銃兵隊指揮官エドゥアルド・ベルジンと密接な関係を築いて、彼に70万ルーブル（ソ連側の情報によれば、120万ルーブル）を手渡し、白軍兵士の合図と住所を伝えたが、この金と情報は直ちにヤーコフ・スヴェルドロフとフェリックス・ジェルジンスキーに手渡され、白軍兵士は銃殺され、金は銃兵隊のクラブ建設と宣伝ビラの印刷に回された。
モスクワにおいて、ライリーは、ソビエトの職員（中央執行委員会の秘書オリガ・ストリジェフスカヤを含む）を簡単かつ自由に徴募して必要な文書を獲得し、シドネイ・レリンスキー名義のチェーカーの身分証明書を入手してクレムリン内への自由なアクセスを有していた。その外、コンスタンチノフ、トルコ国籍の交渉人マッシノ、骨董品商ゲオルギー・ベルグマンの偽名を使用した。
結果的に、ライリーの工作の大部分は失敗に終わった。
ボリショイ劇場で行われるソビエト大会でウラジーミル・レーニン暗殺（レーニン暗殺未遂事件）を計画したが、実行直前に1918年8月30日の社会革命党員のファーニャ・カプランが起こしたレーニン暗殺未遂事件によって、大会が中止になったため失敗した。ロックハートの依頼によるペトログラード守備隊の反乱の組織も失敗に終わった。
エスエルのヤーコフ・ブリュムキンによるドイツ大使ヴィルヘルム・フォン・ミルバッハ(de:Wilhelm von Mirbach-Harff)の暗殺は成功したが、チェキストは、これら一連の事件を「大使の陰謀」（ロシア語: заговор послов）と称した。
暗殺未遂によって赤色テロが激化したため、ライリーは帰国。
1918年11月、ライリーは欠席裁判で死刑を言い渡された。

### 白軍運動への協力
ロッカートの陰謀摘発とクロミ大尉の暗殺後、ライリーは、ペトログラード－クロンシュタット－レヴェリを経由してイギリスに帰国し、ウィンストン・チャーチルのロシア問題顧問となり、反ソ闘争を継続した。ライリーは、ボリシェヴィキを「文明を破壊する癌」、「アンチキリスト勢力」、「いかなる代価を払ってでも、ロシアに生まれたこの醜悪なものは殲滅されなければならない・・・。敵は1つだ。人類は、この完全な惨禍に対して団結しなければならない」等と公言していた。
1918年12月初め、再びロシアに戻り、エカテリンブルクの南ロシア軍総司令官アントーン・デニーキンの元を訪れた。1919年初め、クリミアとカフカーズを訪問し、1919年2月13日～4月3日、特使としてオデッサに滞在した。故郷のオデッサでは、白軍の3月3日付「訴え」（Призыв）紙第3号に、自分の自叙伝をボリシェヴィキに対する闘争への貢献と共に寄稿した。3月20日付の第8号では、3人のチェキストを白軍防諜部に売り渡した。
1919年4月3日、フランス人と共にオデッサからコンスタンチノープルに撤収し、暫くの間、弁務官事務所で働いた。1919年5月、政府への報告のためロンドンに戻り、パリ講和会議の業務に参加した。
ライリーは、ロシア人移民代表と密接な関係を築き、白軍移民の貿易・産業委員会への資金集めのため、イギリス政府内でロビー活動を行った。ボリス・サヴィンコフとは親密になり、彼の助けで、1920年秋、白ロシア領域のブラク＝バラホヴィッチ軍に参加したが、間もなく、労農赤軍により壊滅させられた。1922年、サヴィンコフとエリヴェルグレンの助けで、ジェノア会議ソビエト代表団長の暗殺を組織したが、これも失敗に終わった。

### 最期

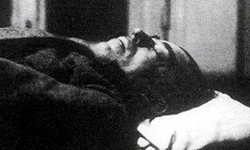
1925年11月5日にOGPU本部で処刑後のライリーの遺体が撮影された。

1925年までに、白軍移民の活動は衰退していた。1924年8月にサヴィンコフは、反ソ組織との会合のため、ミンスクに出向いたところをチェキストにより逮捕された（シンジカート-2作戦）。
サヴィンコフ逮捕後、1925年4月にライリーは中央ロシア王政派組織へ手紙を出し、ソビエト指導者に対するテロ行為に移るよう勧告した。1925年5月にサヴィンコフは死亡。ライリーは、友人のジョージ・ヒル（実際にはレフ・トロツキーの顧問、OGPU職員）から、反ソ地下組織の指導者との会見を提案する手紙を受け取った。ライリーはこれに同意し、1925年9月にフィンランド国境を越えてソ連に渡ったところでチェキストにより逮捕された（トレスト作戦）。
その後ルビャンカへ連行され、シンジカート-2作戦の立案者の一人ロマン・ピラールから1918年の死刑判決の執行を告げられる。ライリーは11月5日にモスクワ郊外の森で銃殺刑に処された。OGPUによる遺体の写真が残されている。
ソビエトの新聞は、ライリーがフィンランドの国境通過の際に射殺されたと公式に報道した。OGPUでは、ライリーが裁判も取調もなく、ボゴロツクの道路上で銃殺されたという公式文書が作成された。